# Trinity College (Connecticut)
La Trinity College es una universidad privada de artes liberales en Hartford, Connecticut . Fundada como Washington College en 1823, es la segunda universidad más antigua del estado de Connecticut .
Coeducacional desde 1969, la universidad inscribe a 2.235 estudiantes.  Trinity ofrece 41 especializaciones y 28 especializaciones interdisciplinarias. La universidad es miembro de la Conferencia Atlética de Pequeñas Universidades de Nueva Inglaterra (NESCAC).